# Nicole Dinkel
Nicole Dinkel (* 2. Januar 1985 in Laufenburg) ist eine ehemalige Schweizer Handballnationalspielerin.

## Karriere
Dinkel begann im Alter von fünf Jahren das Handballspielen beim Schweizer Verein TSV Frick und wechselte mit zwölf Jahren zum ATV Basel. Mit 16 Jahren gab die Rückraumspielerin für Spono Nottwil ihr Debüt in der höchsten Schweizer Spielklasse. Mit Spono Nottwil gewann sie 2006 die Meisterschaft und nahm mehrere Spielzeiten am Europapokal teil. Von 2009 bis 2015 stand sie beim deutschen Bundesligisten Frisch Auf Göppingen unter Vertrag. Seit Juli 2015 läuft sie für den Bundesligisten TuS Metzingen auf. Nach der Saison 2015/16 beendete sie ihre Karriere.
Nicole Dinkel bestritt für die Schweizer Auswahl 113 Länderspiele, in denen sie 445 Treffer erzielte.

## Erfolge
- Schweizer Meister 2006